# Ernest Le Guerranic
Ernest Le Guerranic (* 13. Oktober 1831 in Le Conquet; † im Dezember 1915 in Saint-Brieuc) war ein französischer Architekt, der am Bau mehrerer meist sakraler Bauten in den Départements Finistère sowie Côtes-du-Nord (heute Côtes-d’Armor) maßgeblich mitwirkte.

## Leben
Le Guerranic war der Sohn von Jean-Marie Le Guerranic, der zwischen 1801 und 1837 mehrfach Bürgermeister in Le Conquet war. Zwischen 1874 und 1886 war er Architekt des Arrondissements Brest und realisierte 26 Bauten in Finistère. In den Jahren 1885 bis 1904 war er auch im Departement Côtes-du-Nord tätig. Seine Pläne aus den Jahren 1868 bis 1904 befinden sich seit dem Jahre 1997 in den Archives départementales in Saint-Brieuc.

## Bauten
Ernest Le Guerranic hat in Finistère zwei Kirchen im Stile des Neoklassizismus, 18 im Stile der Neogotik und 6 im Stile der Neoromantik erbaut.
- 1856: Mitarbeit bei der Rekonstruktion des Glockenturms der Kirche St-Paul-Aurélien von Lampaul-Ploudalmézeau, der durch einen Blitzschlag beschädigt worden war.
- um 1856: Mitarbeit bei der Rekonstruktion der Kirche von Le Conquet (Architekt: Joseph Bigot).
- 1876–1892: Kirche Saint-Nicolas in Saint-Thonan
- 1883: Kirche Saint-Gonvel in Landunvez
- 1885: Gemeindekirche Plévin
- 1886: Gemeindekirche Saint-Trémeur in Carhaix
- 1892: Rekonstruktion der Kapelle Notre-Dame-des-Portes in Châteauneuf-du-Faou[2]
- 1892: Kirche Saint-Pierre in Plounez (seit 1960 ein Teil von Paimpol)[3]
- 1893: Kirche Saint-Budoc in Plourin
- 1898: Kirche Notre-Dame-du-Relecq in Relecq-Kerhuon
- 1898: (ehemaliges) Rathaus in Plémet[4]
- 1904: Gemeindekirche in Hénanbihen
- 1904: Gemeindekirche Saint-Mélar in Lanmeur[5]
- 1904: Gemeindekirche in Taulé[6]
- 1910: Kirche Notre-Dame de Bonne-Nouvelle in Paimpol

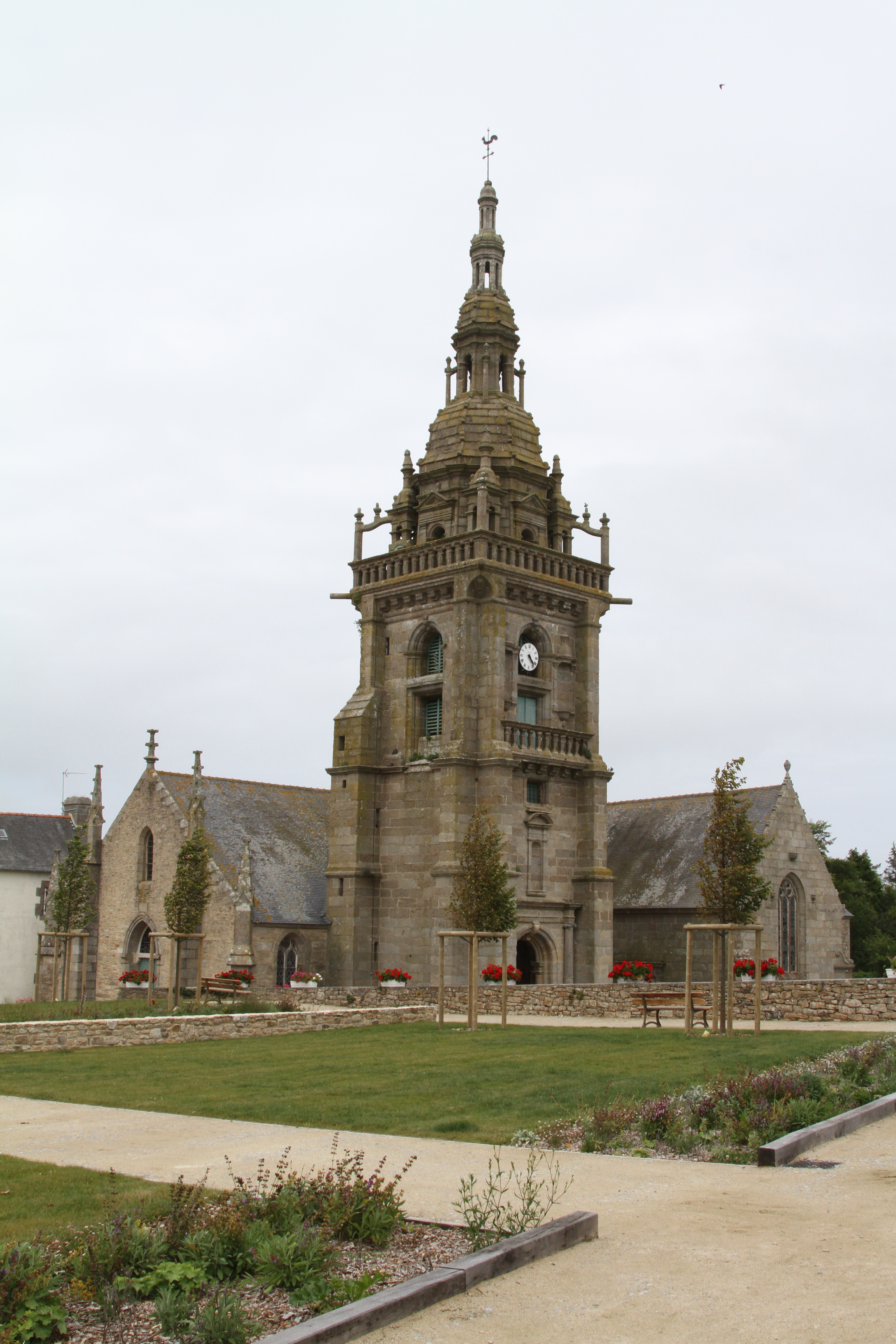
Kirche in Lampaul-Ploudalmézeau
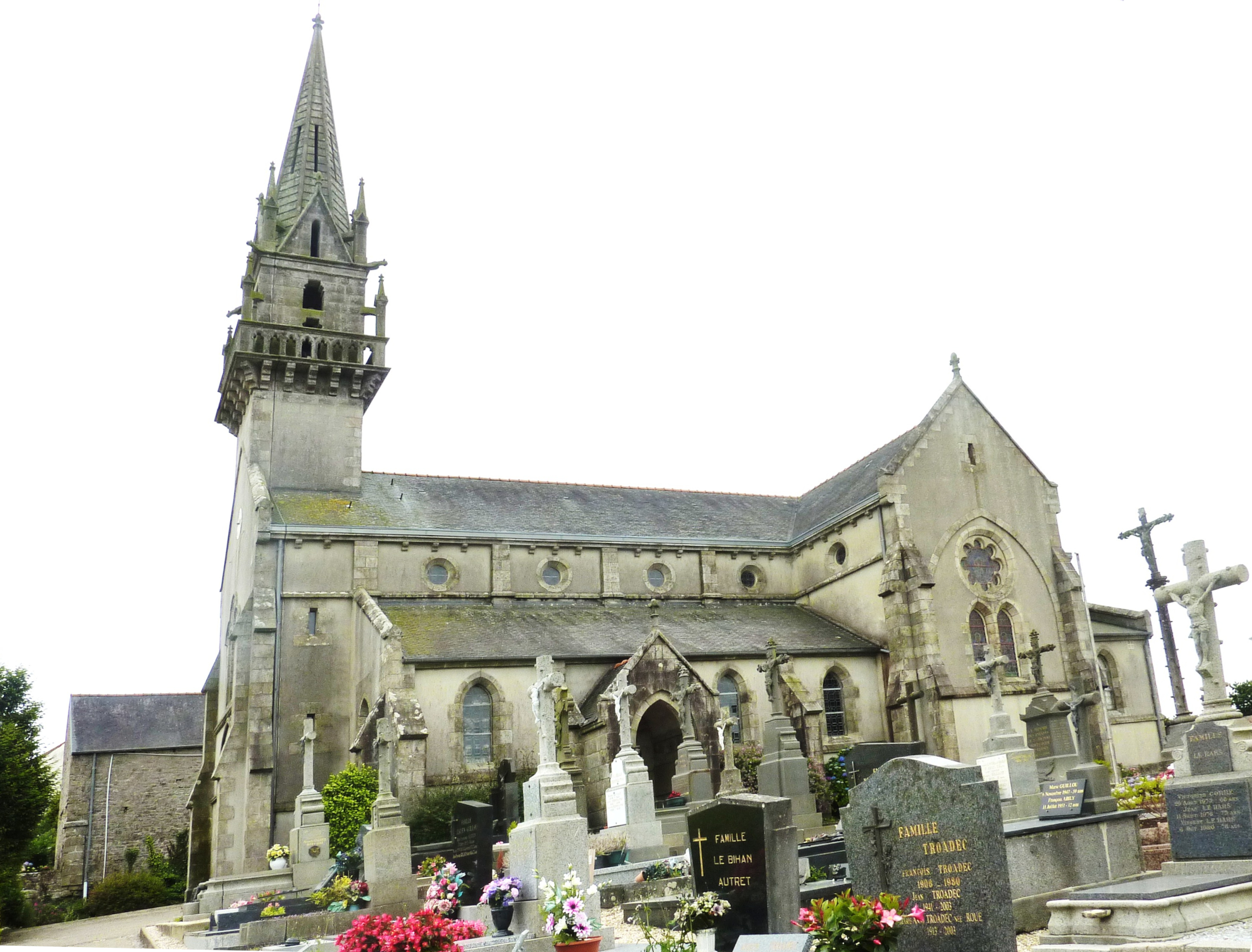
Kirche Saint-Nicolas in Saint-Thonan
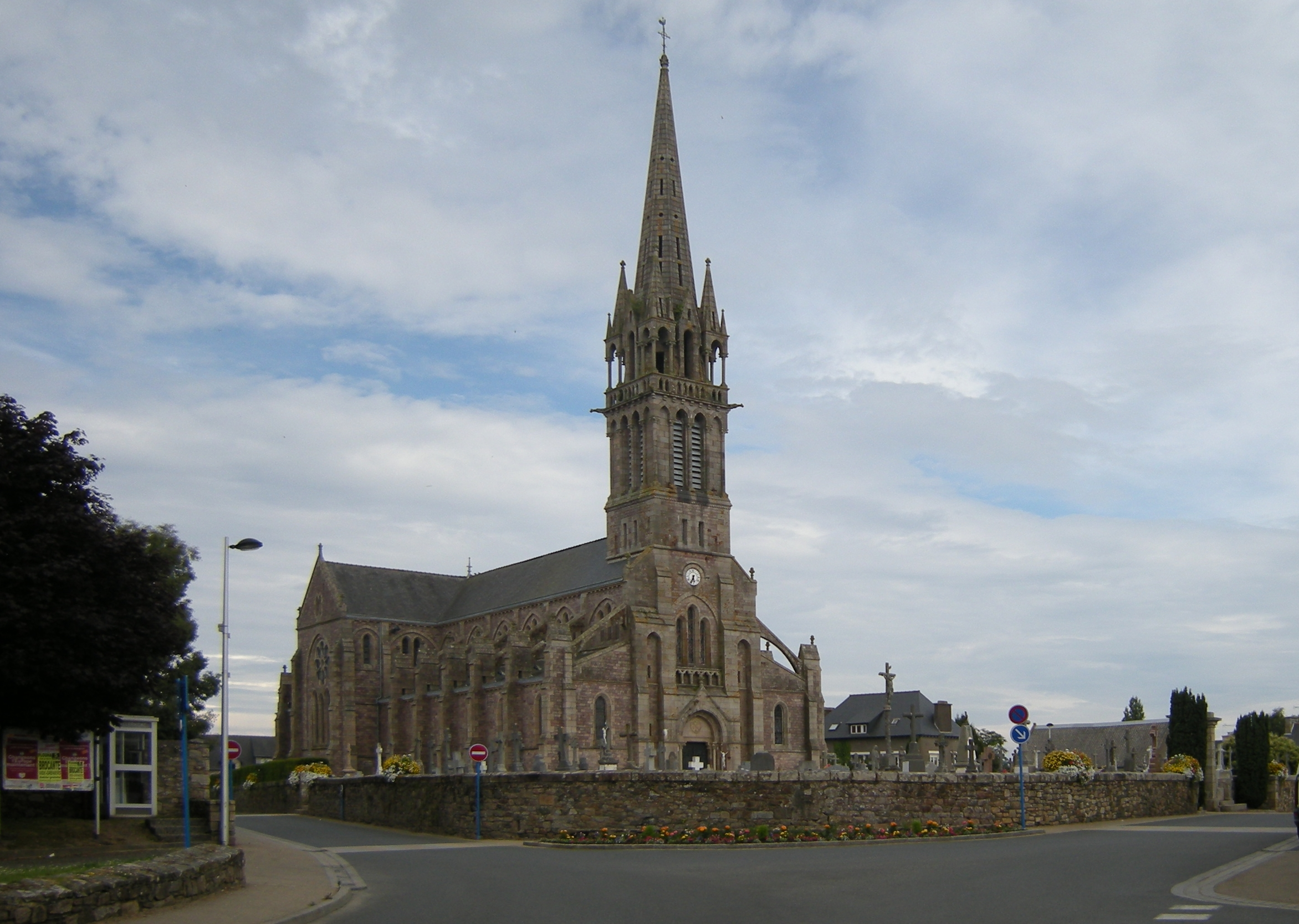
Kirche Saint-Pierre in Plounez
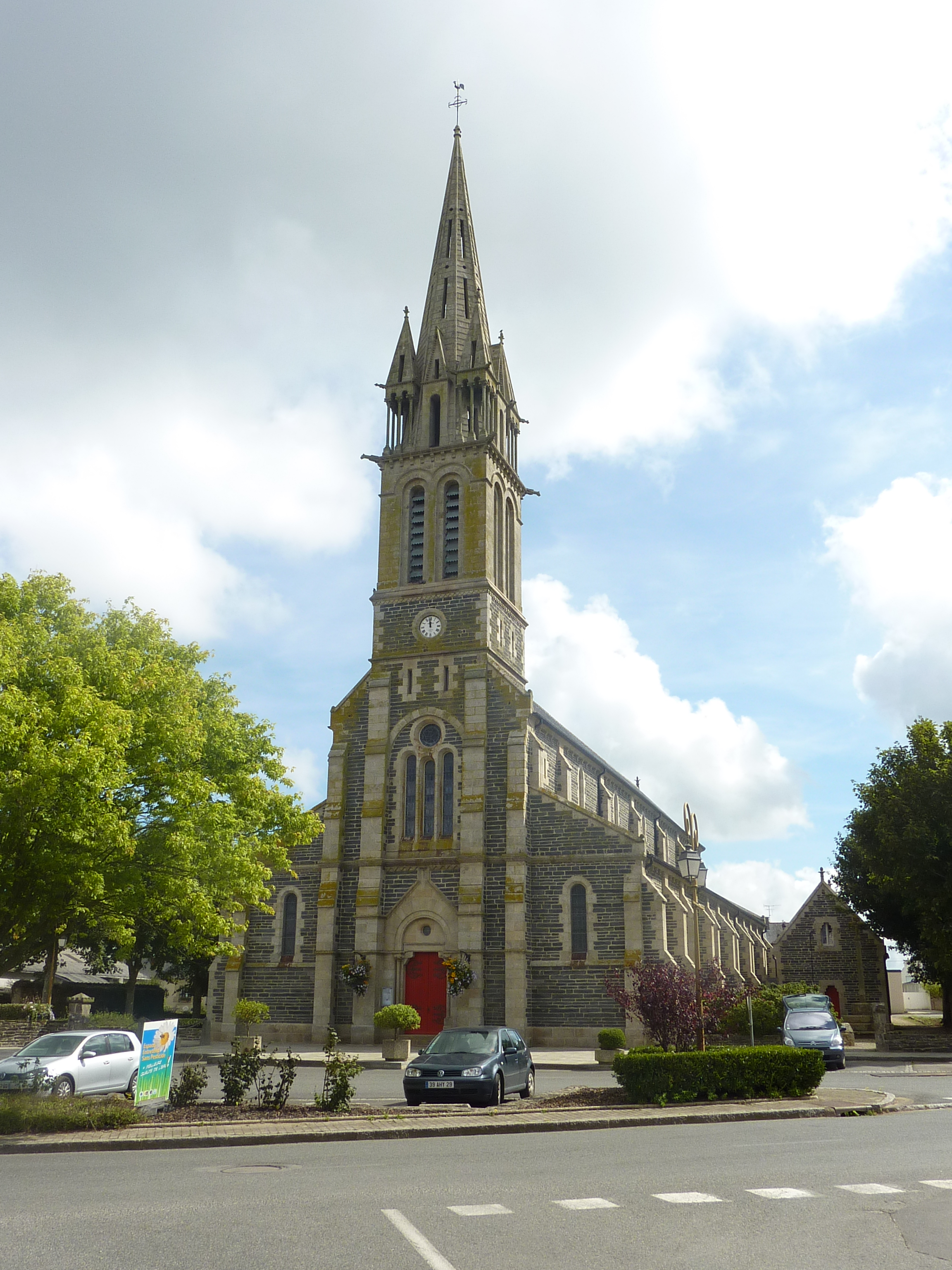
Gemeindekirche Saint-Pierre in Taulé
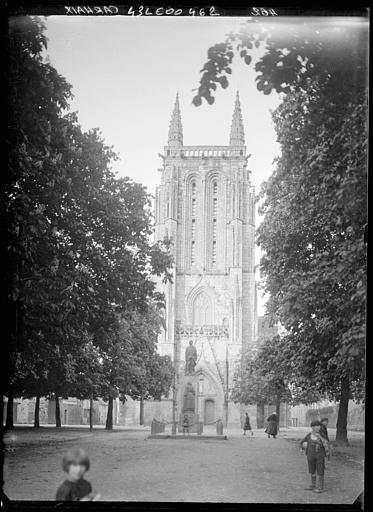
Kirche Saint-Trémeur in Carhaix zu Beginn des 20. Jahrhunderts
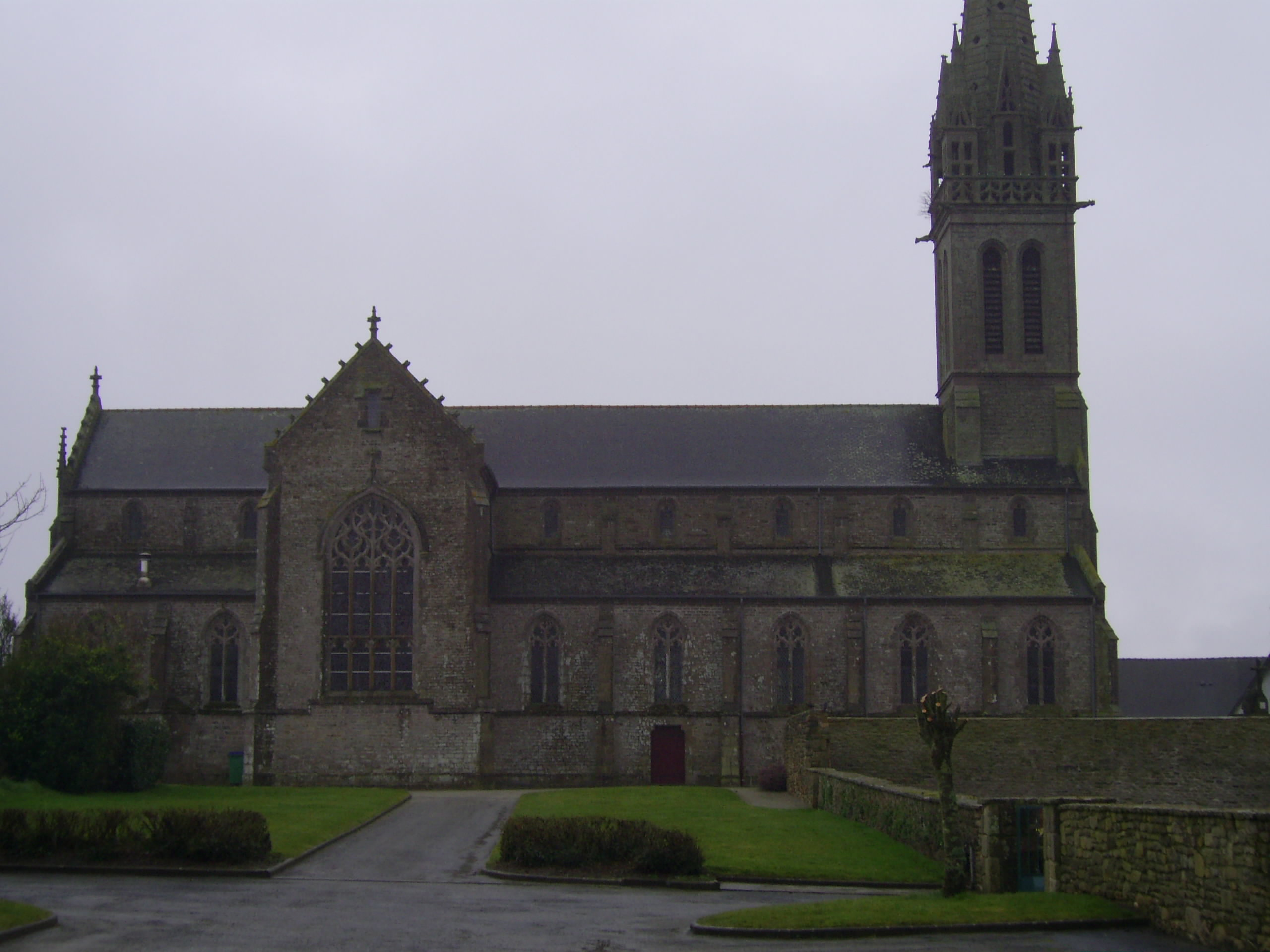
Kirche Saint-Budoc in Plourin